# 忌憚
| ウィキペディアには「忌憚」という見出しの百科事典記事はありません（タイトルに「忌憚」を含むページの一覧/「忌憚」で始まるページの一覧）。 代わりにウィクショナリーのページ「忌憚」が役に立つかもしれません。 |